# Schweizertor (Pass)
Das Schweizertor (auch: Schwiizertor oder Schwizertor) ist ein Gebirgspass (Passhöhe 2137 m ü. A.) in den Alpen (Ostalpen, Nördliche Kalkalpen). Es befindet sich zwischen dem österreichischen Bundesland Vorarlberg und dem Prättigau im Kanton Graubünden (Schweiz).

## Lage und Besonderheiten
Das Schweizertor liegt im Gemeindegebiet Vandans, zur Gemeindegrenze nach Tschagguns sind es etwa 850 Meter Luftlinie, der Ort Tschagguns ist etwa 8 km Luftlinie entfernt. Nach St. Antönien in der Schweiz sind es rund 8 km, nach Schiers rund 10,5 km Luftlinie.
Der nordwestlich gelegene Lünersee ist etwa 2,5 km Luftlinie entfernt.
In der Nähe des Drusentors, etwa 1500 Meter südöstlich entfernt, befinden sich die Drusenfluh (2827 m) und 2600 Meter Luftlinie entfernt, die Drei Türme (bis 2830 m, auch Dri Türm oder drei Drusentürme genannt), drei Gipfel in der Drusenfluhgruppe.
Südöstlich, 2300 Meter Luftlinie entfernt, der nächste Pass zur Schweiz ist das Eisjöchle (etwa 2636 m, auch: Isjöchli bzw. Eisjöchl) und darauf folgt in etwa 3 km entfernt das Drusentor (2341 m, auch: Drusator).

## Gewässer
Der Zaluandabach entspringt bei Gewässerkilometer 12,54 in der Nähe des Schweizertores (auf Vandanser Gemeindegebiet) in etwa 2193 m ü. A. Der Bachlauf des Rellsbach beginnt am Zusammenfluss des Zaluandabachs und des linksseitigen Lünbach (Vilifaubach) bei Gewässerkilometer 6,55 (1457 m ü. A.) in der Nähe der Rellser Mariahilfkapelle; seine Gewässerkilometrierung setzt die des bedeutenderen rechten Oberlaufes Zaluandabach fort, der hier von Süden kommt.

## Wandern
Der nächstgelegene Wanderstützpunkt ist die Lindauer Hütte, von der es etwa 2,5 Stunden dauert, das Schweizertor zu erreichen. Das Gebiet bedingt in einigen Passagen gutes Schuhwerk, gute Trittsicherheit und Schwindelfreiheit. Es kann auch im Sommer zu raschen Kälteeinbrüchen kommen.
Im Zuge der Rätikontour, einer neuntägigen Höhenumrundung des Rätikongebirges durch alle drei Anrainerstaaten, wird das Schweizertor passiert.